# Hockey Series
Hockey Series is een internationale hockey-competitie voor landen. De Hockey Series is tevens een kwalificatietoernooi voor het eerstvolgende wereldkampioenschap of de Olympische Spelen. De Hockey Series is de opvolger van de Hockey World League voor de landen die niet meedoen aan de Hockey Pro League. De eerste editie heeft plaats in 2018 en 2019.

## Opzet
De competitie bestaat uit twee ronden. In de eerste ronde, de Hockey Series Open, spelen de landen in diverse toernooien om minimaal 15 plaatsen in de tweede ronde, de Hockey Series Finals. Voor die Finals zijn negen landen direct geplaatst. De 24 landen spelen in drie toernooien met elk acht landen telkens om drie keer twee plaatsen in de play-offs voor de Olympische Spelen of het wereldkampioenschap.
Alle landen die bij de FIH zijn aangesloten en niet spelen in de Hockey Pro League kunnen zich inschrijven. De negen beste landen volgens de wereldranglijst plaatsen zich rechtstreeks voor de Finals.

## Edities

### Mannen
| Editie                  | Locaties | Geplaatst voor play-offs |
| ----------------------- | -------- | ------------------------ |
| Hockey Series 2018-2019 |          |                          |

### Vrouwen
| Editie                  | Locaties | Geplaatst voor play-offs |
| ----------------------- | -------- | ------------------------ |
| Hockey Series 2018-2019 |          |                          |

Mannen:
Series 2018-2019
Vrouwen:
Series 2018-2019